# Eel Ground
Eel Ground é um povoado localizado na província de New Brunswick, Canadá.